# 今年スゴかった人 全員集合テレビ2013
『今年スゴかった人 全員集合テレビ2013』（ことしスゴかったひと ぜんいんしゅうごうテレビにせんじゅうさん）とは、テレビ朝日系列で2013年12月31日18:00から2014年1月1日1:30にかけて放送された年越し番組（トークバラエティ番組）である。

## 概要
芸能界やスポーツ界から「スゴかった人」を招き、彼らに関する大中小それぞれのニュースを発表。また、2013年のニュースに賑わした人物を都道府県別に紹介したり、世界の様々な記録保持者も紹介する。
当番組の編成に伴い、概ね12月31日に放送されている『ドラえもん』年末SPは、2年振りに12月30日で放送された。

## 出演者

### 司会
- くりぃむしちゅー
  - 有田哲平
  - 上田晋也